# Djibril Diarra
Djibril Diarra – gwinejski piłkarz grający na pozycji pomocnika. W swojej karierze rozegrał 16 meczów w reprezentacji Gwinei.

## Kariera reprezentacyjna
W reprezentacji Gwinei Diarra zadebiutowal w 1976 roku. W tym samym roku powołano go do kadry na Puchar Narodów Afryki 1976. Wystąpił w nim w sześciu meczach: grupowych z Egiptem (1:1), z Etiopią (2:1) i z Ugandą (2:1) oraz w grupie finałowej z Nigerią (1:1), z Egiptem (2:4) i z Marokiem (1:1). Z Gwineą wywalczył wicemistrzostwo Afryki.
W 1980 roku Diarrę powołano do kadry na Puchar Narodów Afryki 1980. Zagrał w nim w dwóch meczach grupowych: z Ghaną (0:1) i z Algierią (2:3). W kadrze narodowej grał do 1981 roku. Wystąpił w niej 27 razy.